# Miswák

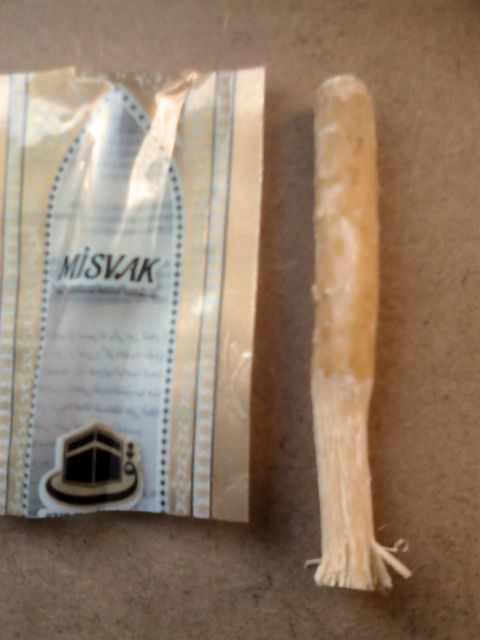
Vybalený miswák s roztřepenými xylémy

Miswák (též miswak, misvak, miswaak, siwak, sewak, السواك) je větvička nebo kořínek salvadory perské (Salvadora persica). Používá se k čištění zubů, zejména v zemích blízkého východu, severovýchodní Afriky, západní až jihovýchodní Asie.
Miswak má dlouhou, dobře zdokumentovanou historii a je znám pro své léčivé účinky proti paradentóze, zánětům dásní a při čištění a bělení zubů. Laboratorní testy prokázaly, že Miswak obsahuje mnoho blahodárných chemických látek pro zdravý chrup. Fluoridy, vápník, chloridy, síra, vitamin C, kyselina salicylová, saponiny a flavonoidy. Miswak přirozeně zabraňuje usazování zubního kamene. Podporuje tvorbu slin a tím také napomáhá dobrému trávení.
Miswák má účinný bělící efekt, odstraňuje skvrny na zubech od kávy či tabáku a zuby zůstávají hladké velmi dlouho.
Miswák je zároveň významným náboženským symbolem. Schvaluje ho sám Mohamed jako ideální sunna. To znamená, že ten kdo jej používá, bude odměněn, ale když jej přestane užívat, nemá to žádné náboženské následky. Užití siwaku je opakovaně podporováno výroky v knize Hadith: "Nebýt faktu, že nechci udělat věci pro svůj národ příliš těžkými, nařídil by jsem užívat siwak během každé modlitby."
Užívání miswáku je v Evropě již poměrně rozšířené a to vzhledem k více než 6% zastoupení islamského obyvatelstva.

## Popis
Typický miswák je 10 až 20 cm dlouhá a 3 až 5 mm tlustá větvička, béžové barvy. Vůní připomíná křen. Na povrchu miswáku je měkká jedlá vrstva, jež se dá oloupat nebo seříznout. Pod ní je dřeň floémových pletiv, které se přirozeně roztřepí tak, že jednotlivé xylémy simulují štětiny zubního kartáčku.

## Tradice
Čistění zubů miswákem je používané u muslimské populace a je více než 1000 let staré a úspěšné – má dobré čisticí a lešticí účinky. Salvadora obsahuje také antimikrobiální látky, které potlačují růst bakterií a tvorbu zubního plaku. Miswák zhotovený z kořene navíc potlačuje bolest zubů. Rostlinné výtažky jsou i v současné době ceněnou přísadou některých kosmetických přípravků, například pro bělení zubů.